# Patellapis weisi
Patellapis weisi är en biart som först beskrevs av Heinrich Friese 1915.  Patellapis weisi ingår i släktet Patellapis och familjen vägbin. Inga underarter finns listade i Catalogue of Life.